# Macrostylis dellacrocei
Macrostylis dellacrocei là một loài chân đều trong họ Macrostylidae. Loài này được Aydogan, Waegele & Park miêu tả khoa học năm 2000.